# エドガー・アギレラ
エドガー・アギレラ（Edgar Milcíades Aguilera Aranda、1975年7月28日 - ）は、パラグアイの元サッカー選手。元パラグアイ代表。ポジションはミッドフィールダー。

## 来歴
1998年2月にパラグアイ代表デビュー。出場機会は無かったが1998 FIFAワールドカップのメンバーにも選ばれた。1999年までに8試合に出場した。

## 代表歴

### 出場大会
- パラグアイ代表
  - 1998 FIFAワールドカップ

### 試合数
- 国際Aマッチ 8試合 0得点（1998年-1999年）[1]

| パラグアイ代表 | 国際Aマッチ | 国際Aマッチ |
| 年             | 出場        | 得点        |
| -------------- | ----------- | ----------- |
| 1998           | 7           | 0           |
| 1999           | 1           | 0           |
| 通算           | 8           | 0           |